# Kazimierz Feleszko
Kazimierz Feleszko (ur. 18 września 1939 w Czerniowcach, zm. 3 lipca 2001 w Warszawie) – językoznawca slawista i macedonista, wykładowca Uniwersytetu Warszawskiego oraz Uniwersytetu Ludwika i Maksymiliana w Monachium.

## Życiorys
Po II wojnie światowej wraz z rodziną przeniósł się do Prudnika. W Prudniku zaczął naukę w szkole podstawowej nr 1, a także ukończył I Liceum Ogólnokształcące im. Adama Mickiewicza, uzyskując maturę w 1957. Studia slawistyczne ukończył na Wydziale Filologicznym Uniwersytetu Warszawskiego, pisząc pracę magisterską z zakresu językoznawstwa pod kierunkiem prof. Zdzisława Stiebera. Pracę doktorską pt. Składnia genetivu i wyrażeń przyimkowych w języku serbsko-chorwackim obronił w 1969. Jedenaście lat później uzyskał stopień doktora habilitowanego, na podstawie rozprawy Funkcje form kategorii liczby w polskiej grupie imiennej. W 2001 otrzymał tytuł profesora.
W latach 1979–1992 i 1997–2001 pracował w Instytucie Filologii Słowiańskiej UW (obecnie: Instytut Slawistyki Zachodniej i Południowej Uniwersytetu Warszawskiego), pełniąc w nim dwukrotnie funkcję dyrektora (1987–1991 oraz 1999 i 2000). W latach 1992–1997 wykładał na Uniwersytecie Monachijskim. Był także wykładowcą Wydziału Filologicznego Uniwersytetu Opolskiego. Należał do wielu towarzystw naukowych, w tym International Society for Dialectology and Geolinguistics, Societas Linguistica Europaea oraz Macierzy Serbskiej w Nowym Sadzie. W 1990 został wybrany członkiem Komitetu Językoznawstwa PAN i Komitetu Słowianoznawstwa PAN.
Zainteresowania naukowe Kazimierza Feleszki koncentrowały się wokół zagadnień budowy gramatycznej języka polskiego i języków południowosłowiańskich (głównie macedońskiego), a także lingwistyki konfrontatywnej i specyfiki środowiska wielojęzycznego na Bukowinie. Dorobek naukowca obejmuje ponad 130 pozycji. Był także tłumaczem z języka serbsko-chorwackiego – w jego dorobku translatorskim znajduje się praca Milki Ivić, Kierunki w lingwistyce.
Był żonaty (małżonka, Ewa Rzetelska-Feleszko także była slawistką), z którą miał syna, naukowca i lekarza Wojciecha Feleszkę.
Pochowany został na cmentarzu w Grabowie koło Mrągowa.

## Dzieła
- 1970: Składnia genetiwu i wyrażeń przyimkowych z genetiwem w języku serbsko-chorwackim
- 1980: Funkcje form kategorii liczby w polskiej grupie imiennej
- 2003: Bukowina: moja miłość. Język polski na Bukowinie Karpackiej do 1945 roku